# Штормове (Щастинський район)
Штормове́ — село в Україні, у Новоайдарській селищній громаді Щастинського району Луганської області. Населення становить 908 осіб.

## Населення
Більша частина населення є нащадками лемків, депортованих у 1944—1947 рр.
Згідно з переписом УРСР 1989 року чисельність наявного населення села становила 983 особи, з яких 453 чоловіки та 530 жінок.
За переписом населення України 2001 року в селі мешкали 904 особи.

### Мова
Розподіл населення за рідною мовою за даними перепису 2001 року:
| Мова       | Відсоток |
| ---------- | -------- |
| українська | 84,91 %  |
| російська  | 14,32 %  |
| білоруська | 0,11 %   |
| вірменська | 0,11 %   |
| інші       | 0,55 %   |